# William
William er et drengenavn, der stammer fra germansk Willahelm, der betyder "ønske om beskyttelse". Navnet findes også i formen Villiam. En variant af navnet er er Vilhelm. Navnet er meget almindeligt på engelsk og ses ofte i forkortet form som Bill eller Will.
7355 danskere hedder William og 256 Villiam ifølge Danmarks Statistik .

## Kendte personer med navnet
- William, Prins af Wales.
- Buffalo Bill, amerikansk bisonjæger og mesterskytte.
- William Blake, engelsk poet, mystiker, kunstner og forfatter.
- William S. Burroughs, amerikansk forfatter og digter.
- Bill Clinton, amerikansk præsident.
- Bill Cosby, amerikansk komiker og skuespiller.
- Bill Evans, amerikansk jazzpianist.
- William Faulkner, amerikansk forfatter.
- William Gallas, fransk fodboldspiller.
- William Gates III (Bill Gates), amerikansk virksomhedsleder
- William H. Bonney (et af Billy the kids alias’er), Berømt amerikansk bandit
- William Gladstone, britisk politiker.
- William Golding, engelsk forfatter.
- Bill Haley, amerikansk rockmusiker.
- William Henry Harrison, amerikansk præsident.
- William Randolph Hearst, amerikansk avisudgiver.
- William Heinesen, færøsk forfatter, komponist og billedkunstner.
- William Hogarth, engelsk maler.
- William Hurt, amerikansk skuespiller.
- William Kisum, dansk skuespiller.
- William Kvist, dansk fodboldspiller.
- William Somerset Maugham, engelsk forfatter.
- William McKinley, amerikansk præsident.
- Bill Murray, amerikansk skuespiller.
- William Pitt den ældre og William Pitt den yngre, britiske politikere.
- William Ramsay, skotsk kemiker og nobelprismodtager.
- William Rosenberg, dansk skuespiller.
- William Shakespeare, engelsk forfatter.
- William Shatner, canadisk skuespiller.
- William Tecumseh Sherman, amerikansk borgerkrigsgeneral.
- Will Smith, amerikansk skuespiller.
- William H. Taft, amerikansk præsident.
- William Thomson, lord Kelvin, britisk fysiker.
- William Wallace, skotsk frihedshelt.
- William Wordsworth, engelsk digter.
- Bill Wyman, engelsk rockmusiker.
- William Butler Yeats, irsk digter.

## Navnet anvendt i fiktion
- Kill Bill er to amerikanske film instrueret af Quentin Tarantino.
- William Olsen er en figur i den danske tv-serie Huset på Christianshavn. Han spilles af Jes Holtsø.
- Bill Weasley er en bifigur i Harry Potter-serien.
- Will Parry er en figur i Det gyldne kompas.

## Andet
- Williams syndrom, en sjælden sygdom